# Дамаський університет
Дамаський університет (араб. جامعة دمشق) — найстарший та найбільший університет Сирії, що розташований у столиці — м. Дамаск та має відділення в інших сирійських містах. Заснований 1923 року шляхом злиття Школи медицини (створеної 1903 року) та Юридичного інституту (заснованого 1913 року), що робить його найстарішим університетом сучасної Сирії. До 1958 року мав назву Сирійського університету, яку було змінено після заснування Університету Алеппо. Нині в Сирії існує шість інших державних університетів і більше десяти приватних.
Дамаський університет складається з декількох факультетів, вищих інститутів, проміжних інститутів і школи медсестер. Існує підрозділ, що спеціалізується на викладанні арабської мови для іноземців, який є найбільшим таким закладом в арабському світі.

## Історія
Дамаський університет є найстарішим вищим навчальним закладом Сирії, він вважається матір'ю сирійських університетів. Він бере свій початок із Медичного інституту (заснованого у 1901 р.), який у 1923 р. було названо «Сирійський університет». Нинішню назву було прийнято в 1953 році після утворення нових факультетів. Подальшому розвитку Дамаського університету було приділено найпильнішу увагу. Ця обставина зробила його провідним університетом у Сирії. Наразі Дамаський університет, як і інші сирійські університети, розвивається на всіх рівнях. Цей розвиток спрямований на поліпшення позиції вишу в наукових дослідженнях. Дамаський університет є провідним у публікаціях та навчанні арабською мовою, що підкреслює важливість оволодіння науками, а також зв'язок між минулим, сьогоденням і майбутнім Сирії.